# Dobra Kuća
Dobra Kuća – wieś w Chorwacji, w żupanii bielowarsko-bilogorskiej, w gminie Đulovac. W 2011 roku liczyła 15 mieszkańców.